# パパっ子ちゃん
パパっ子ちゃん（ぱぱっこちゃん）は読売テレビ放送制作の朝の連続ドラマとして1993年3月29日-6月25日に放送された帯ドラマである。
平岩弓枝著「あした天気に」という小説が原案となった作品であり、3歳の時に交通事故で両親を亡くしたちづるを養子として育てたおでん屋を営む市丸民三と里子の下で育てられたちづるの血のつながりを持たない親子の愛情を描いたホームドラマである。
これまで「朝の連続ドラマ」は半年間をひとくくりとして、関西を主要な舞台とした長編を放送していたが、視聴率の低迷などによる方針転換を行い、この作品から3か月をひとくくりとする若者にも見てもらいやすいホームドラマを制作することになり、その第1作となった。

## 出演
- 水野真紀
- 阿部寛
- 竜雷太
- 林家こぶ平
- 松原智恵子
- 伊丹幸雄
- 若林志穂
- 春延朋也

他

## スタッフ
- 原作：平岩弓枝
- 脚本：清水喜美子、橋本和子
- 演出：階堂昌和

## 主題歌
- 「未来を描く鳥」作詞：相馬裕子・岡部真理子、作曲：古賀森男、編曲：亀田誠治、唄：相馬裕子（Ki/oon Sony Records／トレフォート）